# 冠军足球经理系列
冠军足球经理是一款由英国游戏开发商所开发的系列足球经理游戏，该系列第一代在1992年发售。目前其发行商是Eidos，开发制作由Beautiful Game Studios担当。最新作品是《冠军足球经理2011》。